# آرنه داهل (محرر)
آرنه داهل (بالنرويجية: Arne Dagfin Dahl)‏ (و. 1894 – 1990 م) هو مُحرِّر نرويجي، ويحمل رتبة عسكرية لواء، توفي في أوسلو، عن عمر يناهز 96 عاماً.

## التعليم
تعلم في كلية القيادة والأركان العامة للجيش الأمريكي ‏.

## الخدمة العسكرية
خدم في الجيش الملكي النرويجي.

## جوائز
حصل على جوائز منها:
- ميدالية النجمة البرونزية
- Defence Medal 1940–1945 [الإنجليزية]‏
- Knight of the Order of the Crown ‏
- نيشان الامبراطورية البريطانية من رتبة قائد
- St. Olav's Medal with Oak Branch [الإنجليزية]‏.